# Václav Maštěrovský z Jizbice
Václav Maštěrovský z Jizbice (též Václav Maštěřovský z Jizbice) (* ? – 21. června 1621, Praha) byl pražský měšťan, staroměstský radní. Jeden ze 27 českých pánů, kteří byli 21. června 1621 popraveni na Staroměstském náměstí za účast na stavovském povstání.
Důvodem jeho trestu se stalo, že jako správce jezuitům zabavené klementinské koleje nezabránil žoldnéřům v drancování. Poté, co viděl omilostnění svého strýce  Jana Theodora Sixta z Ottersdorfu, doufal v něco podobného. Nahrávalo tomu i přátelství s Janem Arnoštem Platejsem z Platenštejna, který se přimlouval za Sixta. Ovšem marně. Byl popraven jako celkově sedmnáctý a desátý za městský stav.